# Sẻ thông châu Âu
Sẻ thông châu Âu, tên khoa học Chloris chloris, là một loài chim trong họ Fringillidae.

## Phân loài
- Chloris chloris chloris (Linné, 1758)
- Chloris chloris aurantiiventris (Cabanis, 1851)
- Chloris chloris chlorotica (Bonaparte, 1850)
- Chloris chloris turkestanicus (Zarudny, 1907)
- Chloris chloris bilkevitschi (Zarudny, 1911)
- Chloris chloris madaraszi (Tschusi, 1911)
- Chloris chloris muehlei Parrot, 1905
- Chloris chloris vanmarli Voous, 1951
- Chloris chloris voousi Roselaar, 1993
- Chloris chloris harrisoni Clancey, 1940
- Chloris chloris restricta Clancey, 1943

## Tham khảo

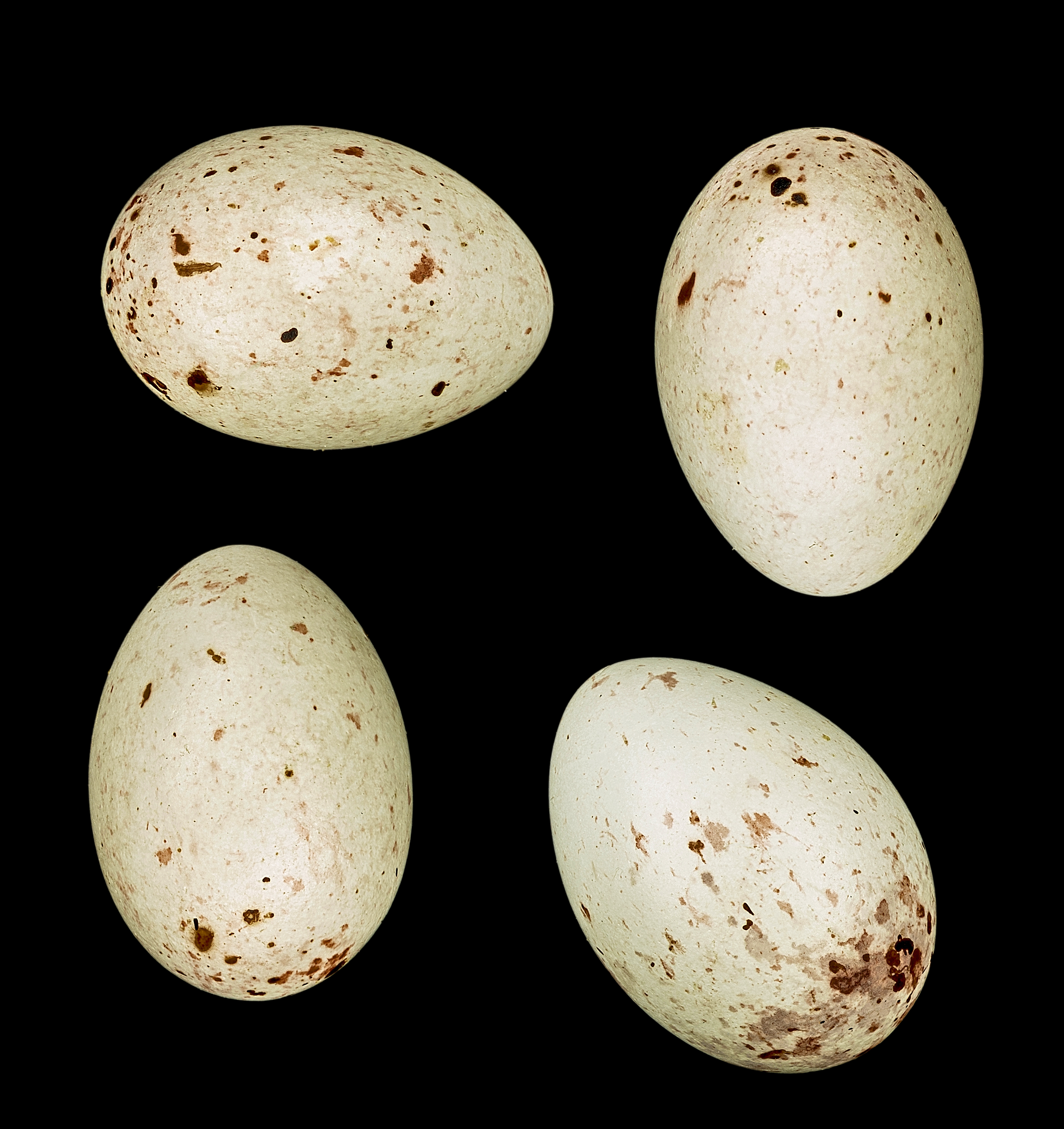
Trứng chim Chloris chloris

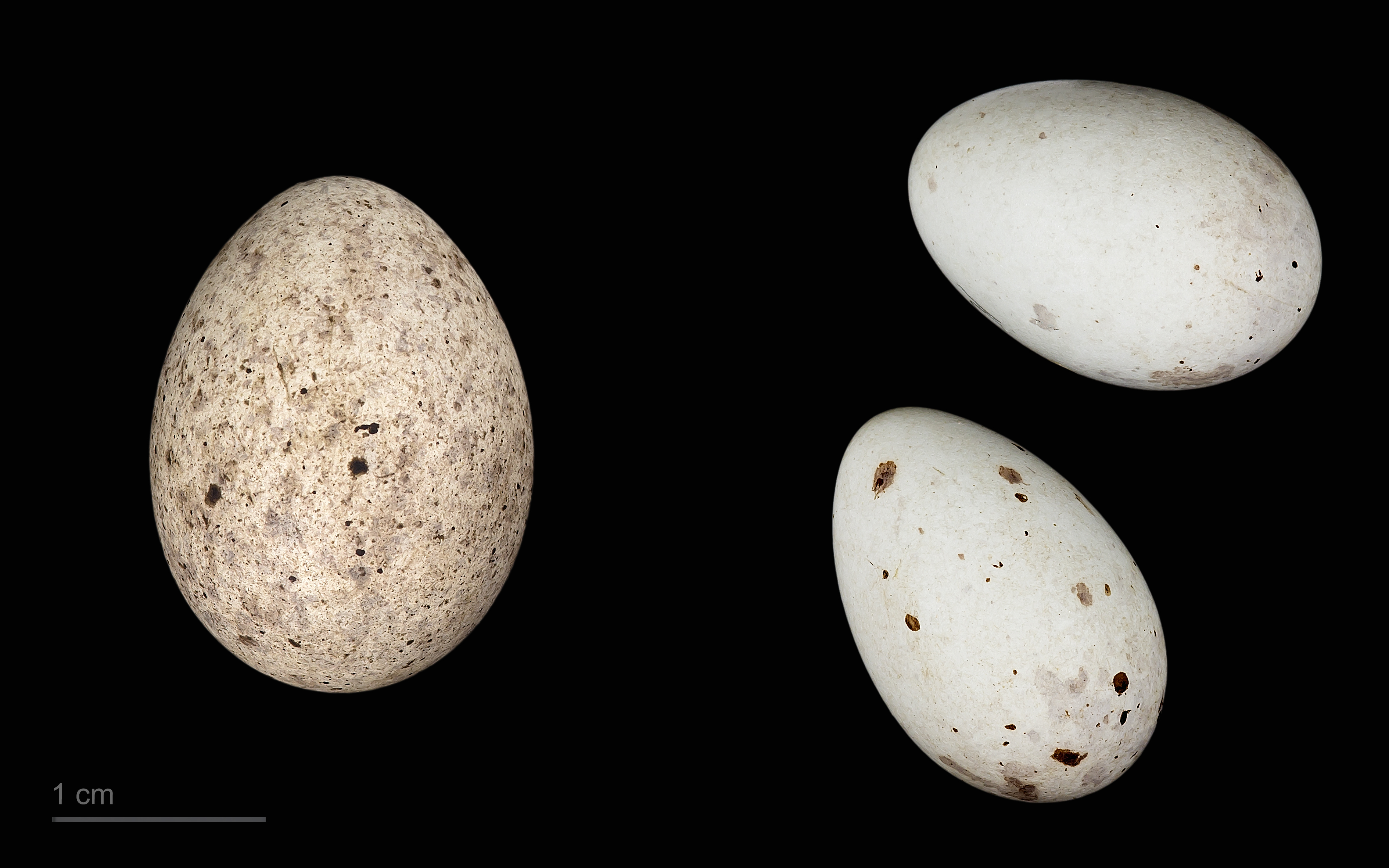
Cuculus canorus bangsi + Carduelis chloris